# Скотное (Ленинградская область)
Ско́тное (фин. Kotnoi) — деревня в Агалатовском сельском поселении Всеволожского района Ленинградской области.

## История
СТАРЫЙ СКОТНЫЙ ДВОР — владельческий, при колодце; 1 двор, жителей 21 м. п., 10 ж. п.; (1862 год)

Согласно карте из «Исторического атласа Санкт-Петербургской Губернии» 1863 года на месте современной деревни находился Скотный двор.
- План деревни Валво (Скотное). 1885 год.

В 1885 году обозначалась на картах как селение Валво уже из 9 дворов.

СКОТНИЦКИЕ ФЕРМЫ (СКОТНОЕ) — деревня арендаторов на земле графа Шувалова, при проселочной дороге 10 дворов, 33 м п., 41 ж. п. — всего 74 чел., кузница. (1896 год)

В конце XIX — начале XX века деревня административно относилась к Вартемякской волости 4-го стана Санкт-Петербургского уезда Санкт-Петербургской губернии.
В 1909 году в деревне было 27 дворов. Часть населения деревни в начале века составляли переселенцы и потомки переселенцев из Финляндии, так называемые «финляндские карелы».
С 1917 по 1924 год деревня Скотное с фермами Елизаветинскими, Николаевскими и Павловскими входила в состав Скотнинского сельсовета Вартемягской волости Ленинградского уезда.
С 1924 года в составе Парголовской волости.

СКОТНОЕ — деревня Скотнинского сельсовета Парголовской волости, 56 хозяйств, 252 души.

Из них: русских — 9 хозяйств, 38 душ; финнов-ингерманландцев — 46 хозяйств, 209 душ; финнов-суоми — 1 хозяйство, 5 душ. (1926 год)

В том же 1926 году был организован Скотнинский финский национальный сельсовет, население которого составляли: финны — 420, русские — 72, другие нац. меньшинства — нет.
В состав Скотнинского сельсовета по данным переписи населения 1926 года входили деревни: Скотное, Киссулово, Колясово и Худяев Овраг. Сельсовет находился в составе Парголовской волости Ленинградского уезда.
С 1927 года в составе Парголовского района.
В 1928 году население деревни составляло 252 человека.
С 1930 года в составе Куйвозовского финского национального района.
В 1930-е годы в деревне работали колхозы «Сойту» и «Новоскотное».
По административным данным 1933 года в Скотнинский финский национальный сельсовет Куйвозовского финского национального района входили деревни: Старая Скотная, Новая Скотная, Калясово, Киссулово и Худо-Овраг, общей численностью населения 492 человека.
С 1936 года в составе Токсовского финского национального района. По административным данным 1936 года, центром Скотнинского сельсовета Токсовского района являлась деревня Скотное. В сельсовете было 5 населённых пунктов, 404 хозяйства и 4 колхоза.

НОВОЕ СКОТНОЕ — деревня Скотнинского сельсовета Парголовского района, 108 чел.

СТАРОЕ СКОТНОЕ — деревня Скотнинского сельсовета Парголовского района, 112 чел. (1939 год)

Национальный сельсовет был ликвидирован весной 1939 года. 
С 1939 года, в составе Вартемягского сельсовета Парголовского района.
- Деревня Скотное на карте 1939 года

Согласно топографической карте РККА 1939 года деревня насчитывала 33 двора. В 1940 году деревня Скотное также насчитывала 33 двора.
До 1942 года — место компактного проживания ингерманландских финнов.
С 1954 года, в составе Всеволожского района.
В 1958 году население деревни составляло 150 человек.
По данным 1966, 1973 и 1990 годов деревня Скотное также входила в состав Вартемягского сельсовета.
В 1997 году в деревне Скотное Вартемягской волости проживали 19 человек, в 2002 году — 41 человек (русские — 98%). 
В 2007 году в деревне Скотное Агалатовского СП — 17, в 2010 году — 58 человек.

## География
Деревня находится в северо-западной части района на автодороге 41К-012 (Скотное — Приозерск).
Расстояние до административного центра поселения 8 км.
Расстояние до ближайшей железнодорожной станции Токсово — 10 км.
Деревня находится на правом берегу реки Пипполовки, к востоку от деревни Вартемяги.

## Демография
| 2007 | 2010 | 2014 | 2017 |
| ---- | ---- | ---- | ---- |
| 17   | ↗58  | ↗73  | ↘17  |

Национальный состав
Согласно данным Всероссийской переписи населения 2021 года в деревне проживали 192 человека, из них:
 русские — 181, татары — 3, азербайджанцы — 2 человека, остальные национальность не указали.

## Инфраструктура
На 2014 год в деревне было учтено 33 домохозяйства.
На 2019 год в деревне было учтено 85 домохозяйств.
В деревне расположен конно-спортивный клуб.

## Известные уроженцы
- Суло Леппянен[фин.] (фин. Sulo Armas Leppänen) (15.01.1916—12.03.2015) — известный финский борец, родился и вырос в деревне Скотное. Чемпион Финляндии 1950 и 1951 годов. Занял 6-е место на Олимпиаде в Лондоне 1948 года в соревнованиях по вольной борьбе в 1-м полусреднем весе[33][34]

## Садоводства
Бобринское, Бобровое, Волна, Парковое, Сибиряк, Фаворит, Элита.